# Ad-Dakhla
Ad-Dakhla (arabisch الداخلة ad-Dāchla, DMG al-Dāḫila, Tamazight: ⴷⴰⵅⵍⴰ), auch Dakhla, spanische Schreibweise Dajla, früherer spanischer Name Villa Cisneros, ist die südlichste Stadt in der von Marokko beanspruchten Westsahara und die Hauptstadt der Verwaltungsregion Dakhla-Oued Ed Dahab und der Provinz Oued ed Dahab. Ende des 19. Jahrhunderts als spanische Handelsniederlassung gegründet, blieb der Hafenort an der einzigen geschützten Bucht der atlantischen Küste im Bereich der Westsahara während der spanischen Kolonialzeit bis in die 1930er Jahre eine kleine Militärstation. Nach der Besetzung der Region durch Marokko (1975/76) wurde die Stadt im Jahr 1979 unter marokkanische Verwaltung gestellt. Die Wirtschaft beruht auf Fischfang und Militär, eine touristische Entwicklung wird angestrebt.

## Lage
Ad-Dakhla liegt auf einer 38 Kilometer langen und vier Kilometer breiten Landzunge, die sich in südwestlicher Richtung parallel zur Küste erstreckt und Rio de Oro, die einzige Bucht an der 875 Kilometer langen Küste umschließt. Der Wendekreis des Krebses verläuft etwa 30 Kilometer südlich. Das angrenzende Festland und die Halbinsel bestehen aus einer fast vegetationslosen Sand- und Geröllebene (Reg) ohne landwirtschaftliche Nutzflächen. Zwischen der Mündung des Wadi Draa im Südwesten Marokkos bis Dakhla führt die Westafrika durchquerende Asphaltstraße durch ein etwa 1000 Kilometer großes Wüstengebiet. Die Entfernung von El Aaiún beträgt etwas über 500 Kilometer. Der etwa 460 Kilometer lange Straßenabschnitt entlang der Küste nach Süden bis zur mauretanischen Grenzstadt Nouadhibou verläuft bis auf wenige neu angelegte Siedlungen durch unbewohntes Gebiet.
Die zum Meer offene Westküste der Halbinsel verfügt nördlich der Stadt zwischen kurzen felsigen Abschnitten über kilometerlange Sandstrände, die nicht touristisch erschlossen sind.

## Bevölkerungsentwicklung
Offizielle Bevölkerungsstatistiken werden erst seit 1994 geführt und veröffentlicht.
| Jahr      | 1982   | 1994   | 2004   | 2014    |
| Einwohner | 17.309 | 29.831 | 58.104 | 106.277 |

Die enorme Zunahme der Einwohnerzahl beruht hauptsächlich auf der Zuwanderung von Menschen aus anderen Regionen des Landes.

## Geschichte
Ab 1421 entsandte Heinrich der Seefahrer Schiffe zur Erkundung der westafrikanischen Atlantikküste. 1434 gelang dem Portugiesen Gil Eanes als erstem Kapitän der Neuzeit die für unmöglich gehaltene Umseglung des rund 300 Kilometer nördlich gelegenen Cap Bojador. Auf einer weiteren Fahrt zwei Jahre später erreichten er und Afonso Gonçalves Baldaia die Küste von Dakhla. Innerhalb weniger Jahre hatten, wie der Historiker Gomes Eanes de Azurara 1446 schrieb, rund 50 Karavellen das Cap Bojador umschifft und den Senegalfluss erreicht, der Rio de Oro („Goldfluss“) genannt wurde. Der Name Río de Oro wurde seither auf die Bucht von Dakhla und bis zur spanischen Kolonialzeit auch allgemein auf den gesamten Süden der Westsahara übertragen. Der Schwerpunkt für die Landgänge und Beutezüge der Seefahrer lag weiter südlich von Dakhla bei der Insel Arguin.
Nach Gebietsstreitereien mit den Spaniern teilte der Papst im Erlass Romanus Pontifex von 1456 alles Land südlich von Cap Bojador den Portugiesen zu, Arguin blieb deren Haupthandelsbasis und wurde später zum Austragungsort für Gefechte zwischen Portugiesen, Holländern und Franzosen; die westsaharanische Küste blieb unbeachtet.
Der Kolonisierung ging im 19. Jahrhundert eine Phase voraus, in der von Spaniern, Briten und Franzosen Handelstationen an unbesiedelten Küstenabschnitten gegründet wurden, um den Warenaustausch mit dem Inland zu verbessern. Der schottische Händler Donald MacKenzie hatte 1879 von der britischen Regierung die Erlaubnis erhalten, sich mit seiner North West Africa Company am Cap Juby bei Tarfaya (an der marokkanischen Grenze) niederzulassen, wo er seinem Posten den unbescheidenen Namen „Port Victoria“ gab. Ebenso unbescheiden und unrealistisch war sein nicht in die Praxis umgesetzter Plan, für den Schiffsverkehr die Sahara mit einem Kanal von hier bis nach Timbuktu zu fluten. Nachdem der marokkanische Sultan Mulai al-Hassan I. nicht mit ihm wirtschaftlich zusammenarbeiten wollte und ihn behinderte, charterte er einen kanarischen Schoner und trieb vom Schiff aus Handel. Ohne längere Zeit an Land festzumachen, füllte sich sein Schiff mit Goldstaub, Straußenfedern und Lederwaren. 1880 wurde MacKenzie mit seinem Schiff in der Rio de Oro-Bucht von den Einheimischen freundlich empfangen. Er nahm Verhandlungen mit dem Emir von Adrar auf. Im Jahr 1883 pendelte er wieder zwischen Cap Juby und der Küste von Saguia el Hamra. Unabhängig davon errichtete 1881 die Sociedad de Pesqerías Canario-Africanas einen Landungssteg.

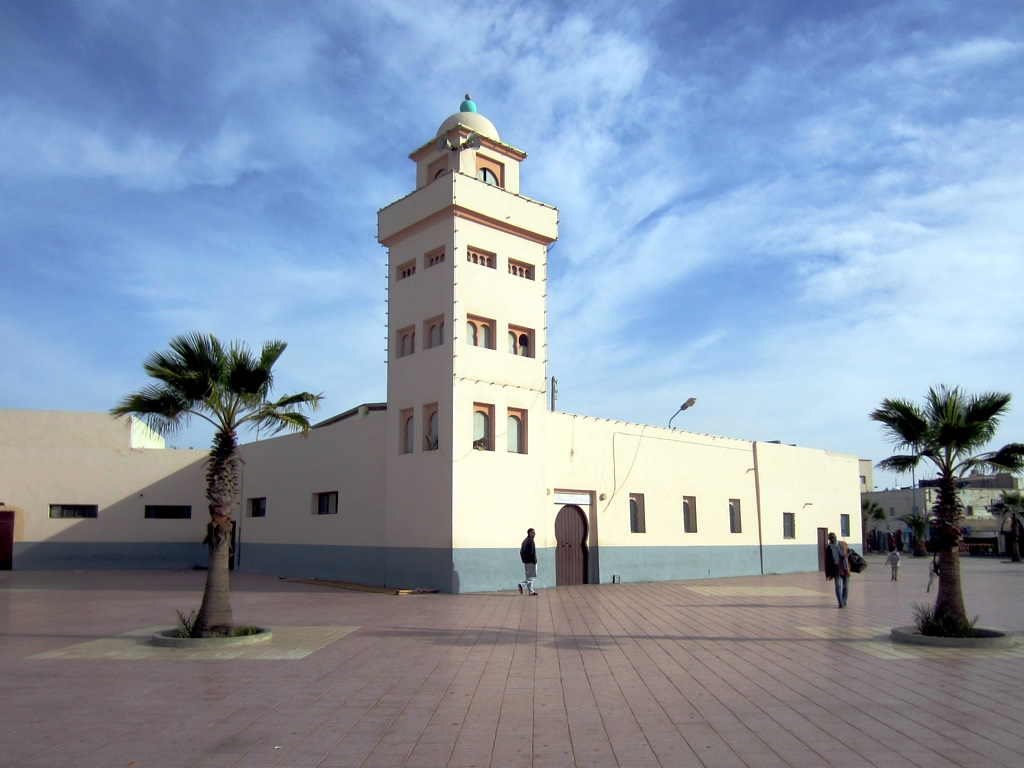
Moschee am Boulevard Al Masjid in der Osthälfte der Stadt

Als MacKenzie 1884 verlauten ließ, er wolle in der Rio de Oro-Bucht eine Handelsniederlassung eröffnen, begannen sich ihm nicht nur der marokkanische Sultan, sondern auch die Spanier in den Weg zu stellen. Zwischen 1876 und 1884 hatten sich in Madrid fünf Organisationen gegründet, die ein wirtschaftliches Interesse an Afrika hatten. Im Januar 1884 brachte die Sociedad Española de Africanistas y Colonistas (eine spanische Gesellschaft für Handelsgeografie) einen von Sahrauis-Oberhäuptern unterzeichneten Vertrag bei, der ihnen Handelsrechte zusicherte. Eine weitere Gesellschaft brachte bis Februar Handelsschiffe in die Rio de Oro-Bucht. Im November vereinbarte der spanische Gesandte Emilio Bonelli Hernando (1855–1926) mit Stammesführern den Bau von Stationen an der Küste. Hierzu reiste eine Handelsmission zum Emir von Adrar, wo  die Oberhäupter der wichtigsten Stämme zusammentrafen. In den Verträgen wurde das Gebiet zwischen Adrar und dem Meer den Spaniern zugesichert und die spanische Oberhoheit über den Adrar anerkannt. Schließlich erklärte im Dezember 1884 der spanische Botschafter das Gebiet zwischen La Gouira im Süden und Cap Bojador im Norden zum Protektorat.
Im November 1884 erfolgte unter Bonelli die Gründung eines Handelspostens mit dem Namen Villa Cisneros, der zu Ehren des Kirchenmannes Francisco Jiménez de Cisneros gewählt wurde. Die Station wurde mit Hilfe kanarischer Arbeiter gebaut, von wo auch die Waren, die getauscht werden sollten, kamen: blauer Stoff, Kerzen, Zuckerblöcke, Steinschlossgewehre und Schießpulver. Die Afrikaner brachten Ziegen, Schafe, Straußenfedern, Wolle, Häute von Wildtieren, aber nur sehr wenig Gummi arabicum und Goldstaub. Sklaven gab es keine mehr, der Sklavenhandel war seit etwa 1800 verboten.
Im März 1885 griffen Stammesmitglieder von Oulad Delim die kleine Niederlassung an und töteten mehrere Spanier, die übrigen flohen auf die Kanarischen Inseln. Bonelli kehrte mit 20 Soldaten drei Monate später wieder zurück und richtete eine befestigte Garnison ein. Es folgten Überfälle von Stammeskämpfern auf die Station, besonders im März 1887, im September 1890 und im März 1892, als der Angriff von einem Schüler von Mā al-ʿAinin, dem einflussreichsten Scheich im antikolonialen Befreiungskampf, geleitet wurde. Mā al-ʿAinins Zeltlager befand sich eine Zeit lang etwa 100 Kilometer östlich von Dakhla, bevor er sich 1895 an den strategisch günstigeren Ort Smara zurückzog. Nach einem weiteren Angriff im November 1894 erzielten die Spanier durch ein Handelsabkommen mit Mā al-ʿAinin, dass sie zukünftig in Ruhe gelassen wurden.
Der Handelsstation Villa Cisneros war kein großer wirtschaftlicher Erfolg beschieden, da nur wenige sahrauische Karawanen ankamen und der Weltmarktpreis für Straußenfedern rasch sank, als der europäische Import zunehmend aus Südafrika erfolgte. 1893 war die bisherige Compañía Comercial Hispano-Africana zahlungsunfähig und musste von der Compañía Transatlántica übernommen werden. Um 1900 überlebte Villa Cisneros nur als kleiner Fischerhafen. Bis 1916, als La Gouira gegründet wurde, war er die einzige spanische Siedlung an der Küste; ins Landesinnere drangen nur selten Europäer vor.
Ein spanischer Arzt schrieb 1926, die Zahl der einheimischen Bevölkerung betrage weniger als 150, dazu seien 35 Soldaten, ein Arzt, ein Polizist und ein Pfarrer stationiert. In den 1930er Jahren vergrößerte sich diese Gruppe durch Gefangene, die von der spanischen Regierung geschickt wurden. Einigen dieser politischen Gefangenen gelang 1937 die Flucht mit einem Fischerboot nach Dakar. In den 1950er-Jahren hatte Villa Cisneros kaum 500 Einwohner.

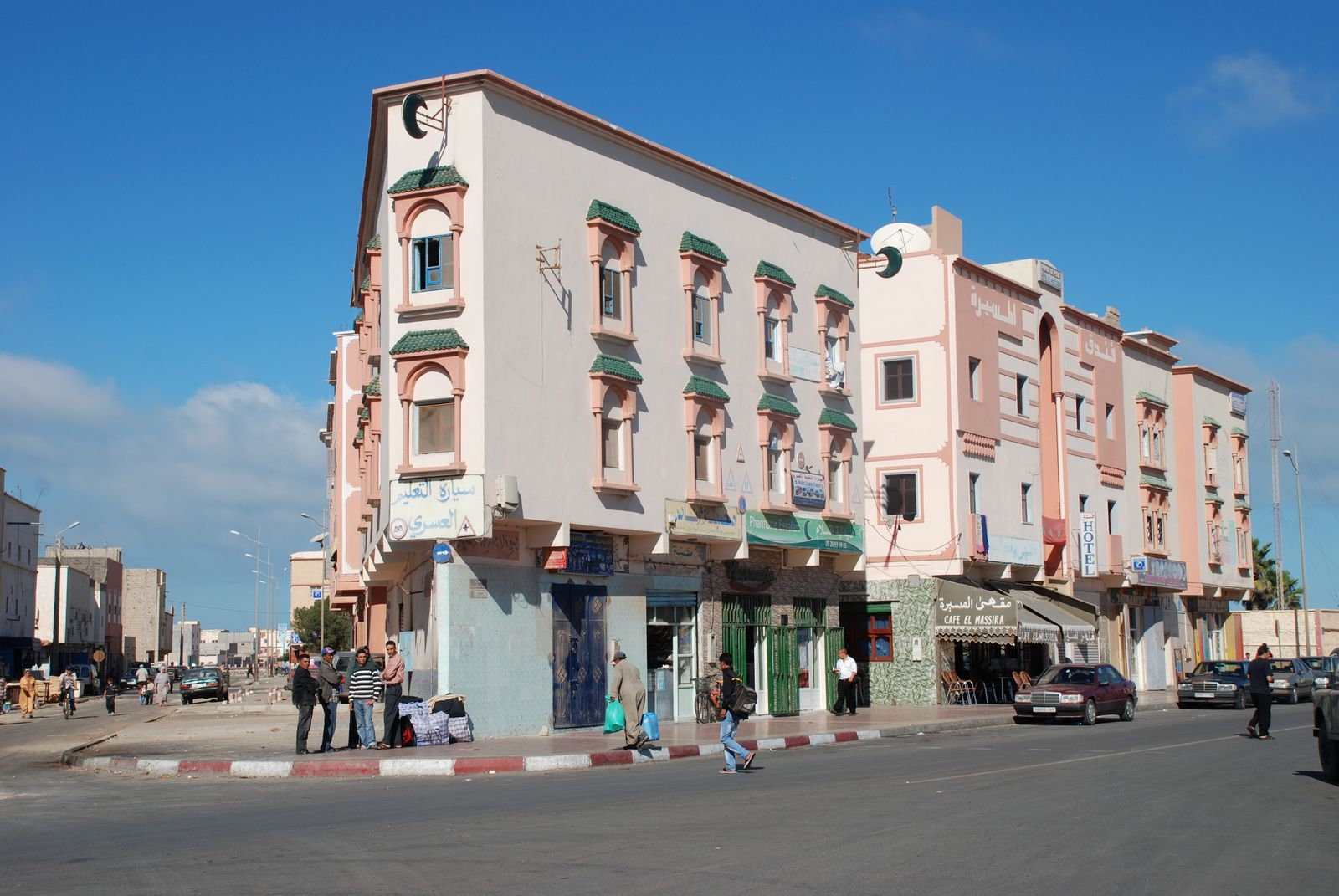
Neuer Häuserblock im Zentrum im typischen marokkanischen Stil

Als Verwaltungszentrum der Provinz Río de Oro wuchs der Ort in den folgenden Jahrzehnten allmählich. 1974 lebten 5413 Sahrauis und mindestens 3000 Europäer in der Stadt. 1963 wurde eines der weltgrößten unterirdischen Trinkwasservorkommen entdeckt, aus dem über eine 425 Meter tiefe Bohrung die Stadt mit Wasser versorgt wird. Als die Spanier im Madrid-Abkommen Ende 1975 den Rückzug aus ihrer Kolonie erklärten, erreichten am 9. Januar 1976 marokkanische Truppen die Stadt, drei Tage später kamen mauretanische Einheiten. Gemäß einer Vereinbarung zwischen den beiden Ländern am 14. April 1976 wurde die in Dhakla umbenannte Stadt dem mauretanischen Sektor Tiris al-Gharbiyya zugeschlagen. Marokkanische Truppen blieben dennoch weiterhin in der Stadt präsent. Nach dem Abzug der Spanier begann die saharauische Befreiungsbewegung Frente Polisario ihren Kampf gegen die marokkanische und mauretanische Besatzung des Landes. Die Lage auf der Halbinsel schützte die Stadt vor Angriffen. Im August 1979 zwangen die wirtschaftlich-militärische Niederlage gegen die Polisario und innere Unruhen Mauretanien, sich aus der Westsahara zurückzuziehen.
Bis zum Bau des Marokkanischen Walls um 1985 weit entfernt im Hinterland existierte nur ein wenige 100 km2 großer Bereich, der von einem einfachen Verteidigungswall geschützt war und der Ad-Dakhla und den kleinen Ort El Argoub am gegenüberliegenden Festland einschloss. 2005 gab es Proteste gegen die marokkanische Besetzung, am 25. Mai wurde eine Kundgebung für einen unabhängigen Staat von der marokkanischen Polizei aufgelöst.
Im Dezember 2020 verkündete Donald Trump, dass die Vereinigten Staaten die Souveränität Marokkos über die Westsahara anerkennen. Die US-amerikanische Administration entsandte Anfang Januar 2021 den Botschafter in Marokko, David T. Fischer, zur Vorbereitung der Eröffnung eines Konsulats in der Westsahara nach Ad-Dakhla.

## Stadtbild

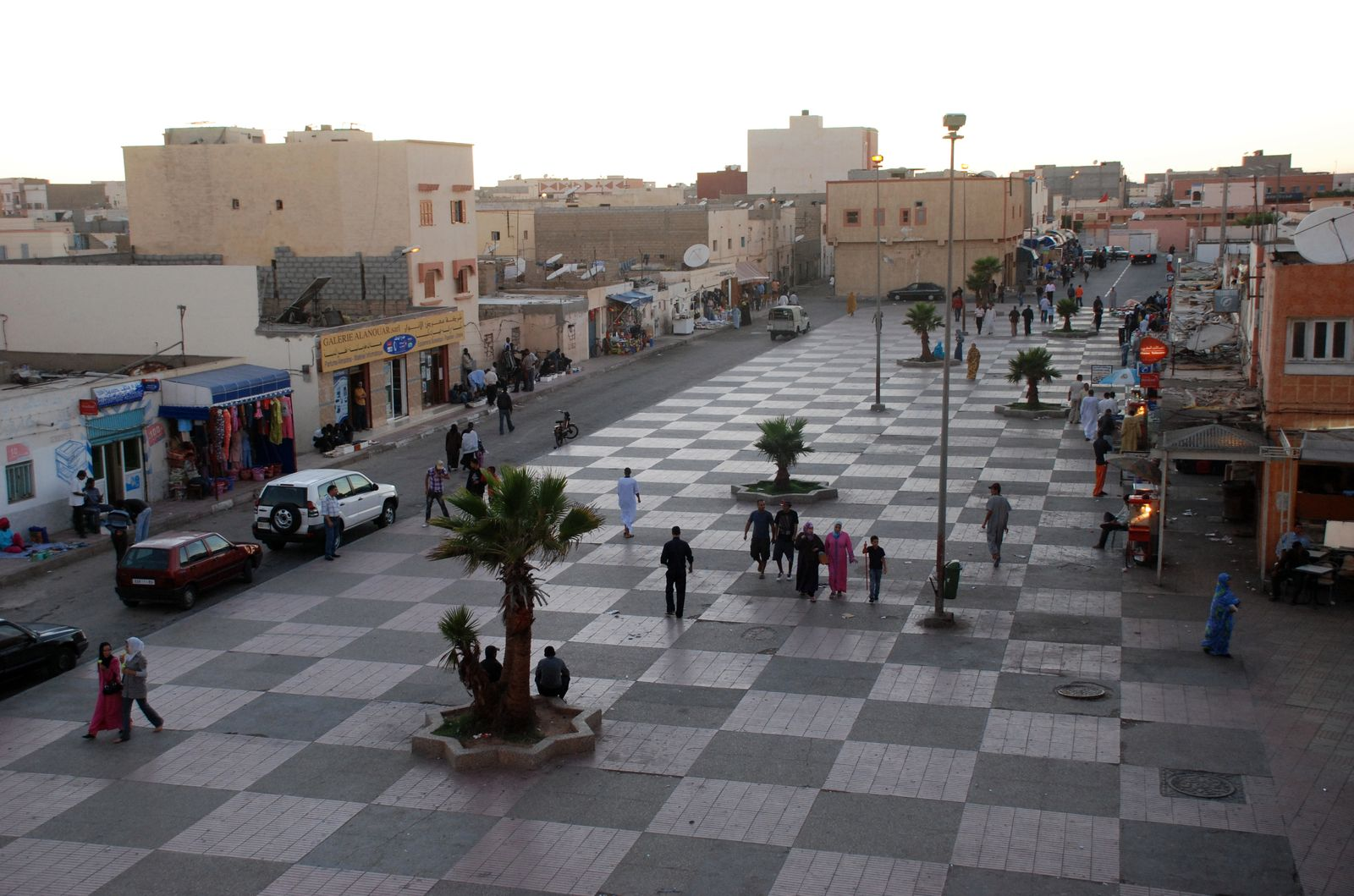
Fußgängerzone im Marktbereich und abendliche Flaniermeile

Ad-Dakhla erstreckt sich an der Ostseite der Halbinsel entlang der Bucht, deren Ufer im Stadtbereich aufgeschüttet und zu einer Promenade, der Avenue Mohammed V. ausgebaut wurde.  Im Süden endet die Uferpromenade an Lagerhallen im Vorfeld des Hafens. Der Fischereihafen selbst liegt etwa vier Kilometer südlich der Stadt an einem weit in die Bucht hinausragenden Kai.
Das rechtwinklig geplante Geschäftszentrum von Ad-Dakhla erstreckt sich um die Gemüsemarkthalle mit der nahe gelegenen großen Moschee. Die breite Hauptgeschäftsstraße mit Häuserarkaden zu beiden Seiten in nord-südlicher Richtung nennt sich Boulevard Walae. Lebendiger wirkt das Viertel um die Fußgängerzone ein Kilometer nördlich nahe der Uferpromenade. Hier befinden sich einige einfache Hotels, weiter nördlich entlang der Promenade sind seit der Jahrtausendwende weitere Unterkünfte, darunter das einzige Luxushotel entstanden.
Die älteren und neuen Wohngebäude leuchten in weißer Farbe oder haben wie die Verwaltungsgebäude den für Marokko typischen braunrötlichen Anstrich. Aus der spanischen Kolonialzeit  ist die 1953 fertiggestellte Kirche Nuestra Señora del Carmen erhalten. Sie wurde auf General Francos Wunsch 1950 zusammen mit der Kirche von Aaiún vom selben Architekten entworfen, der auch für das Valle de los Caídos bei Madrid verantwortlich ist. Ab 1984 finden in dem weißen Kuppelbau einige Jahre keine Gottesdienste mehr statt. 2022 eine täglich. Im ehemaligen Fort, dessen Kanone in Richtung der Einheimischensiedlung zeigte, ist heute am selben zentralen Platz die Post untergebracht.
1925 richtete die französische Co. Générale Aéropostale in Kap Juby, Villa Cisneros und Port-Étienne Flugplätze ein als Stützpunkte auf der Postflugstrecke Toulouse – Dakar (literarisch verarbeitet durch Antoine de Saint-Exupéry). Die Landebahn in Villa Cisneros wurde in den 1960er Jahren erstmals asphaltiert, sie verläuft innerhalb eines etwa vier Kilometer langen abgesperrten Geländes vom Rand der Innenstadt nach Norden. Östlich des Flughafens am nördlichen Stadtrand liegt das große Militärkasernengelände; das dazugehörende Vergnügungsviertel auf der gegenüberliegenden Straßenseite ist durch ein sich stetig vergrößerndes Mittelschichtswohngebiet überbaut worden. Zwei Ausfallstraßen verlassen die Stadt zu beiden Seiten des Flughafens nach Norden.

## Wirtschaft, Infrastruktur und Bildung

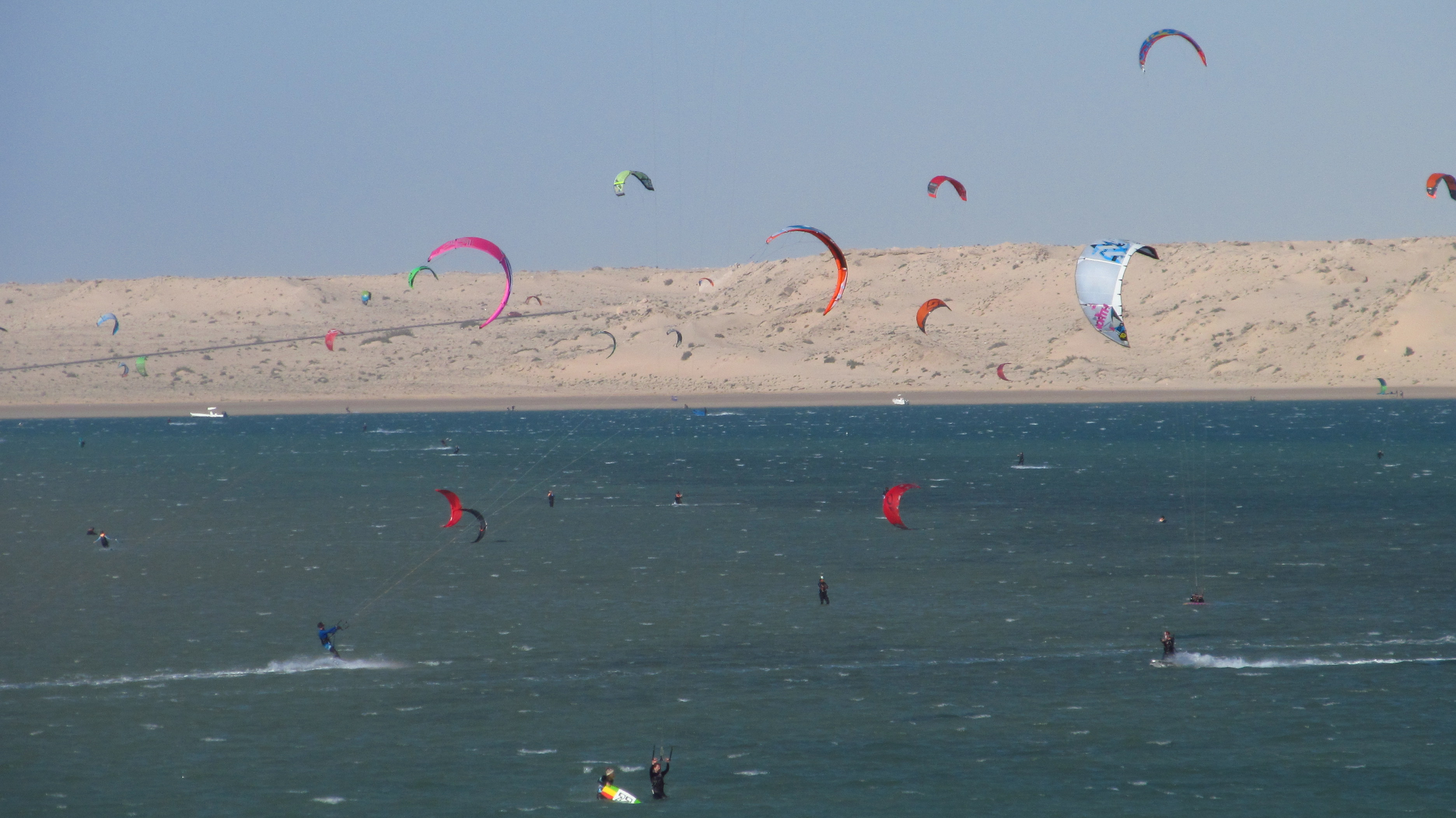
Kitesurfen in Dakhla

Bei Wind- und Kitesurfern gelten die Strände entlang der Halbinsel von Dakhla auch während der Wintermonate als ideal. Die Wassertemperatur im Jahresdurchschnitt beträgt zwischen 17 und 21 °C. Das Hochseefischen ist der zweite Sport, für den Dakhla besucht wird. Eine touristische Infrastruktur entwickelt sich allmählich seit der Jahrtausendwende, es gibt Hotels und Restaurants in der Stadt und einzelne Hotels an den Stränden in der Umgebung.
Am Cap Sarga, der Südwestspitze der Halbinsel, werden jedes Jahr im August Wettbewerbe im Angeln und Windsurfen veranstaltet. Im März findet ein Fest zur Ehrung von Meer und Wüste statt.
Mehrere Busgesellschaften verkehren täglich mit großen Reisebussen über Aaiún nach Norden zu Städten im marokkanischen Kernland. In Richtung Süden nach Mauretanien gibt es Busverbindungen mit Supratours oder CTM zum Grenzort Guerguerat. Dort besteht dann eine Anschlussmöglichkeit nach Nouadhibou. Der Flughafen Dakhla (IATA-Code: VIL) wird mehrmals wöchentlich von Casablanca, sowie im Charterverkehr von den Kanarischen Inseln aus angeflogen.
Die Stadt beheimatet die Université ouverte de Dakhla und eine Zweigstelle der Ibnou Zohr-Universität, deren Hauptsitz in Agadir liegt.
2025 verkündete Mohammed VI. einen Plan, in Ad-Dakhla einen Tiefwasserhafen zu bauen als Endpunkt einer Landverbindung bis zum Tschad.

## Klima
Das Klima an der Atlantikküste ist heiß und trocken, lediglich ein vom Meer her wehender Wind kann für ein wenig Abkühlung sorgen. Regen fällt sehr selten.
|                       | Jan  | Feb  | Mär  | Apr  | Mai  | Jun  | Jul  | Aug  | Sep  | Okt  | Nov  | Dez  |   |      |
| Mittl. Tagesmax. (°C) | 20,9 | 22,7 | 23,7 | 23,3 | 24,0 | 24,8 | 25,7 | 26,5 | 27,4 | 26,6 | 25,1 | 22,5 | ⌀ | 24,4 |
| Mittl. Tagesmin. (°C) | 13,3 | 13,8 | 14,7 | 14,9 | 15,8 | 16,7 | 17,5 | 18,3 | 18,8 | 18,0 | 16,6 | 14,5 | ⌀ | 16,1 |
|                       |      |      |      |      |      |      |      |      |      |      |      |      |   |      |
| Niederschlag (mm)     | 2    | 3    | 1    | 0    | 0    | 0    | 1    | 2    | 11   | 6    | 3    | 10   | Σ | 39   |
|                       |      |      |      |      |      |      |      |      |      |      |      |      |   |      |
| Sonnenstunden (h/d)   | 8,2  | 8,7  | 8,9  | 9,2  | 9,9  | 9,7  | 8,6  | 8,8  | 8,3  | 8,2  | 8,0  | 7,8  | ⌀ | 8,7  |
|                       |      |      |      |      |      |      |      |      |      |      |      |      |   |      |
| Regentage (d)         | 0    | 0    | 0    | 0    | 0    | 0    | 0    | 0    | 1    | 0    | 0    | 1    | Σ | 2    |
|                       |      |      |      |      |      |      |      |      |      |      |      |      |   |      |
| Wassertemperatur (°C) | 19   | 18   | 19   | 19   | 20   | 20   | 20   | 21   | 23   | 22   | 21   | 20   | ⌀ | 20,2 |
|                       |      |      |      |      |      |      |      |      |      |      |      |      |   |      |
| Luftfeuchtigkeit (%)  | 70   | 77   | 75   | 75   | 78   | 79   | 81   | 82   | 80   | 77   | 76   | 73   | ⌀ | 76,9 |

| 13,3 |

| 13,8 |

| 14,7 |

| 14,9 |

| 15,8 |

| 16,7 |

| 17,5 |

| 18,3 |

| 18,8 |

| 18,0 |

| 16,6 |

| 14,5 |

| 13,3 |

| 13,8 |

| 14,7 |

| 14,9 |

| 15,8 |

| 16,7 |

| 17,5 |

| 18,3 |

| 18,8 |

| 18,0 |

| 16,6 |

| 14,5 |